# Demetrios I Poliorketes
Demetrios I Poliorketes, in het Latijn Demetrius I Poliorcetes (Δημήτριος Πολιορκητής; * 336 v. Chr.; † 283 v. Chr. in Apamea) was een Macedonische veldheer en lid van de dynastie van de Antigoniden.
Demetrius was een van de hoofdspelers van de Diadochenoorlogen, die na de dood van Alexander de Grote in 323 v.Chr. onder diens generaals uitgebroken waren. Demetrius zelf was geen generaal van Alexander geweest, maar wordt toch met zijn vader Antigonos I, die dat wel geweest was, tot de Diadochen gerekend, omdat hij nog voor Lysimachus, Ptolemaeus en Seleucus stierf. Hij streed zowel in Azië als in Europa, veroverde tweemaal Athene en belegerde Salamis-op-Cyprus. Hij mislukte echter wel bij de grote belegering van Rhodos en was hoofdverantwoordelijke voor de nederlaag bij Ipsus. Hij voerde zowel het grootste leger als vloot aan en bouwde de meest geweldige schepen en belegeringsmachines van zijn tijd. Zijn bijnaam, "Stedenbelegeraar" (Poliorketes), verwijst naar zijn militaire kundigheid in het belegeren en veroveren van steden.
Demetrius nam samen met zijn vader Antigonos I Monophthalmos in 306 v.Chr. als eerste Diadoch de koningstitel aan, waardoor hij dus aanspraak maakte op al het grondgebied dat Alexander de Grote had nagelaten. Aangezien hij opgegroeid was in Azië, wilde hij een oriëntalistisch beleid aannemen, dat hij in Athene vierde met schitterende feesten en een cultus rond zichzelf. Zo werd hij een van het eerste nieuwe type heerser die alomtegenwoordig zouden zijn in de hellenistische periode. Hij kon Macedonië enkele jaren onder zijn controle brengen, maar verloor het uiteindelijk. Het zou pas zijn zoon zijn die een stabiele heerschappij over dat land zou kunnen uitoefenen.

## Leven

### Afkomst en kinderjaren
Demetrius was een zoon van de belangrijke Macedonische generaal Antigonos Monophthalmos ("de Eenogige") en diens vrouw Stratonice. Zijn jongere broer was de latere veldheer Philippus. De Griekse filosoof en biograaf Plutarchus speculeerde eeuwen later dat Demetrius in werkelijkheid een neef van Antigonos geweest was. Antigonos had een oudere broer, die ook een zoon had die Demetrius heette en later door Antigonos als eigen zoon aangenomen werd, nadat zijn eigen zoon vroeg gestorven was.
Antigonos behoorde tot de koningenfamilie van het West-Macedonische Elimiotis en was een vertrouweling van koning Philippus II. Demetrius werd in of rond het jaar 336 v.Chr. geboren, waarin ook koning Philippus vermoord werd. Antigonos nam daarna deel aan de Perzische veldtocht van de nieuwe koning Alexander III en werd na de Slag aan de Granicus (334 v.Chr.) aangesteld als satraap van Phrygië, Lycië en Pamphylië. In deze positie controleerde Antigonos de belangrijkste verbindingsroute tussen Europa en Azië. Over de kindertijd van Demetrius is verder niets bekend, maar het is waarschijnlijk dat hij in Kelainai woonde, de residentie van zijn vader in Azië.
Na de dood van Alexander in Babylon in 323 v.Chr. een van de tegenstanders van de rijksregent Perdikkas, die ondertussen de strijd had aangebonden met Antipater en Ptolemaeus. Na de moord op Perdikkas in 320 v.Chr. was Antigonos een van de grootste winnaars van de daaropvolgende Rijksdeling van Triparadisus. Hij werd door de nieuwe regent, Antipater, aangesteld als strategos (opperbevelhebber) van het koninklijk leger en mocht zijn satrapieën behouden. De overeenkomst tussen Antipater en Antigonos werd door een dynastiek verbond bevestigd, want Phila, de dochter van Antipater en weduwe van Craterus, werd uitgehuwelijkt aan Demetrius.
Toen Antigonos de strijd tegen Eumenes van Cardia, een aanhanger van Perdikkas, begon, brak na de dood van Antipater in 319 v.Chr. de Tweede Diadochenoorlog uit. De hoofdspeler was Antipaters zoon, Kassander, die de opvolging door Polyperchon als rijksregent bestreed. Antigonos sloot zich aan bij Kassander nadat Polyperchon zich bij Eumenes aangesloten had. De oorlog eindigde in 316 v.Chr. met de overwinning van Antigonos op Eumenes in de Slag bij Gabiene, terwijl Kassander gelijktijdig in Europa de overwinning behaalde op Polyperchon.
Antigonos bevond zich nu op het hoogtepunt van zijn macht. Hij beheerste Azië van de Hellespont tot aan de Indus. Vanuit deze machtspositie liet hij zich in 316 v.Chr. door zijn leger als nieuwe rijksregent tegen Kassander uitroepen, waardoor de Derde Diadochenoorlog uitbrak. Kassander sloot zich aan bij Ptolemaeus en Seleucus. Tijdens de belegering van Tyrus in 314 v.Chr. verklaarde Antigonos de "bevrijding van alle Griekse steden" met als doel deze als bondgenoten tegen Kassander voor zich te winnen. Dit beleid zou voor Demetrius nog zeer belangrijk blijken.

### Derde Diadochenoorlog

#### Strategosin Syrië

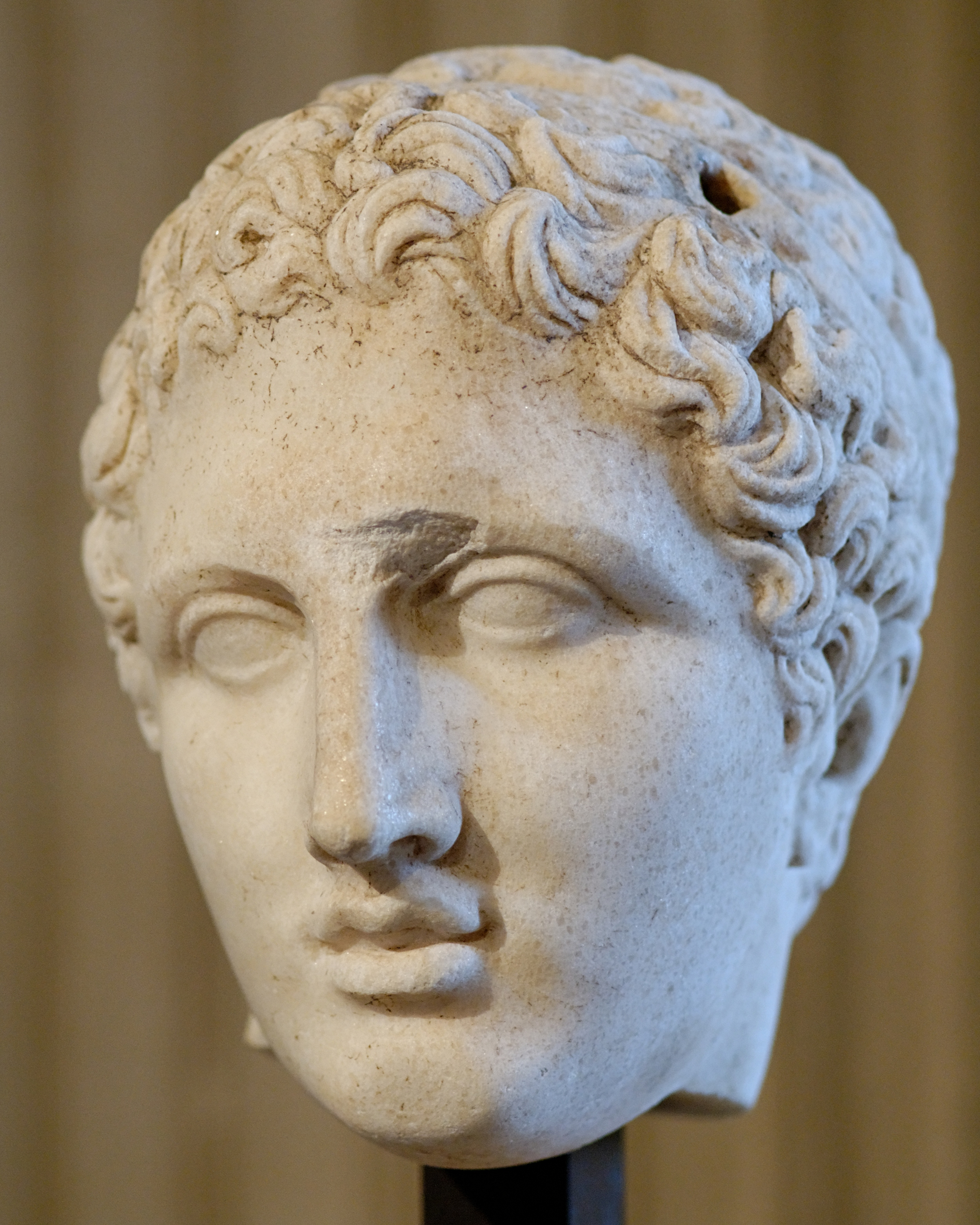
Beeld van een mannelijk hoofd met een diadeem en twee gaten erin. Het steld waarschijnlijk Demetrius Poliorketes of Hermes voor.

In het jaar 313 v.Chr. werd Demetrius door zijn vader als strategos van Syrië en Coele-Syrië aangesteld. Daar moest hij strijd voeren tegen Ptolemaeus, terwijl zijn vader in Klein-Azië tegen Kassander, de heerser van Macedonië en Griekenland, vocht. De opdracht die Demetrius gekregen had was erg moeilijk, aangezien hij ook verantwoordelijk werd gesteld voor de Fenicische zeehavens.
In het jaar 312 v.Chr. leed de onervaren Demetrius in de Slag bij Gaza een nederlaag tegen Ptolemaeus, die een van de beste generaals van Alexander de Grote geweest was. Hij verloor ongeveer 13.000 man in de slag, waaronder de commandant Peithon. Het kamp en zijn persoonlijke tent werden ook ingenomen door de vijand. Hij kreeg echter zijn persoonlijke bezittingen terug van Ptolemaeus in een overeenkomst. Niet veel later behaalde Demetrius zijn eerste overwinning op een Ptolemaeïsch leger bij Myus, waarna hij de Nabateeërs onderdrukte ondanks slechte bevoorradingslijnen. Toch had de nederlaag bij Gaza zwaarwegende gevolgen: Seleucus, die in dienst was van de Ptolemeeën, kon met een klein leger naar Mesopotamië gaan en daar Babylon innemen. De Antigoniden zouden er nooit meer in slagen die stad in te nemen. 
In 311 v.Chr. waren de strijdende partijen uitgeput door al dat vechten, en daarom sloten ze een wapenstilstand: "de Diadochenvrede". Ptolemaeus bleef de heerser van Egypte en kreeg Cyprus terug, dat hij eerder verloren had. Ook Kassander en Lysimachus behielden respectievelijk Thracië en Macedonië; Antigonos behield Azië en Syrië. Toch moest Kassander van Antigonos de Griekse steden hun vrijheid geven, maar hij deed dit slechts gedeeltelijk. In Athene bleef er bijvoorbeeld een garnizoen gelegerd.
De Derde Diadochenoorlog had grote veranderingen in de machtsverhoudingen binnen het rijk van Alexander teweeggebracht. In 310 v.Chr. werden koning Alexander IV van Macedonië en Heracles en de moeder van Alexander IV, Roxane, door Kassander vermoord. Kort daarna liet Antigonos Cleopatra, de zus van Alexander, vermoorden, om haar geplande huwelijk met Ptolemaeus tegen te houden. Zo trokken de Diadochen zich los van de heerschappij van de oude koninklijke familie en beschouwden de door hen gecontroleerde gebieden nu als hun eigen "door de speer gewonnen" land. Antigonos probeerde echter de eenheid binnen het rijk van Alexander te behouden, als dit maar was onder zijn eigen dynastie ter vervanging van de Argeaden.

#### De Babylonische Oorlog
Seleucus werd als enige niet inbegrepen in de wapenstilstand. Hij had Babylon ingenomen, en Antigonos en Demetrius wilden die stad nu terugveroveren. Hun legercommandanten werden echter verslagen door de sluwe Seleucus. Ze verloren in 311 v.Chr. de steden Ecbatana en Susa. In 310 v.Chr. belegerde Demetrius tweemaal Babylon, dat hij echter niet kon innemen. Nadat ook Antigonos in 309 v.Chr. een nederlaag leed tegen Seleucus, sloot hij met hem een wapenstilstand, waarin hij Mesopotamië, Perzië en Bactrië opgaf. Zo kromp het rijk van de Antigoniden in tot enkel Klein-Azië. Zo konden de Antigoniden zich echter wel van de bedreiging in het oosten bevrijden, want nu was het Seleucus die zich naast het machtige Mauryarijk bevond en meerdere jaren oorlog zou voeren met Chandragupta Maurya, de heerser van dat rijk.

### Vierde Diadochenoorlog

#### Landing in Piraeus en de verovering van Megara

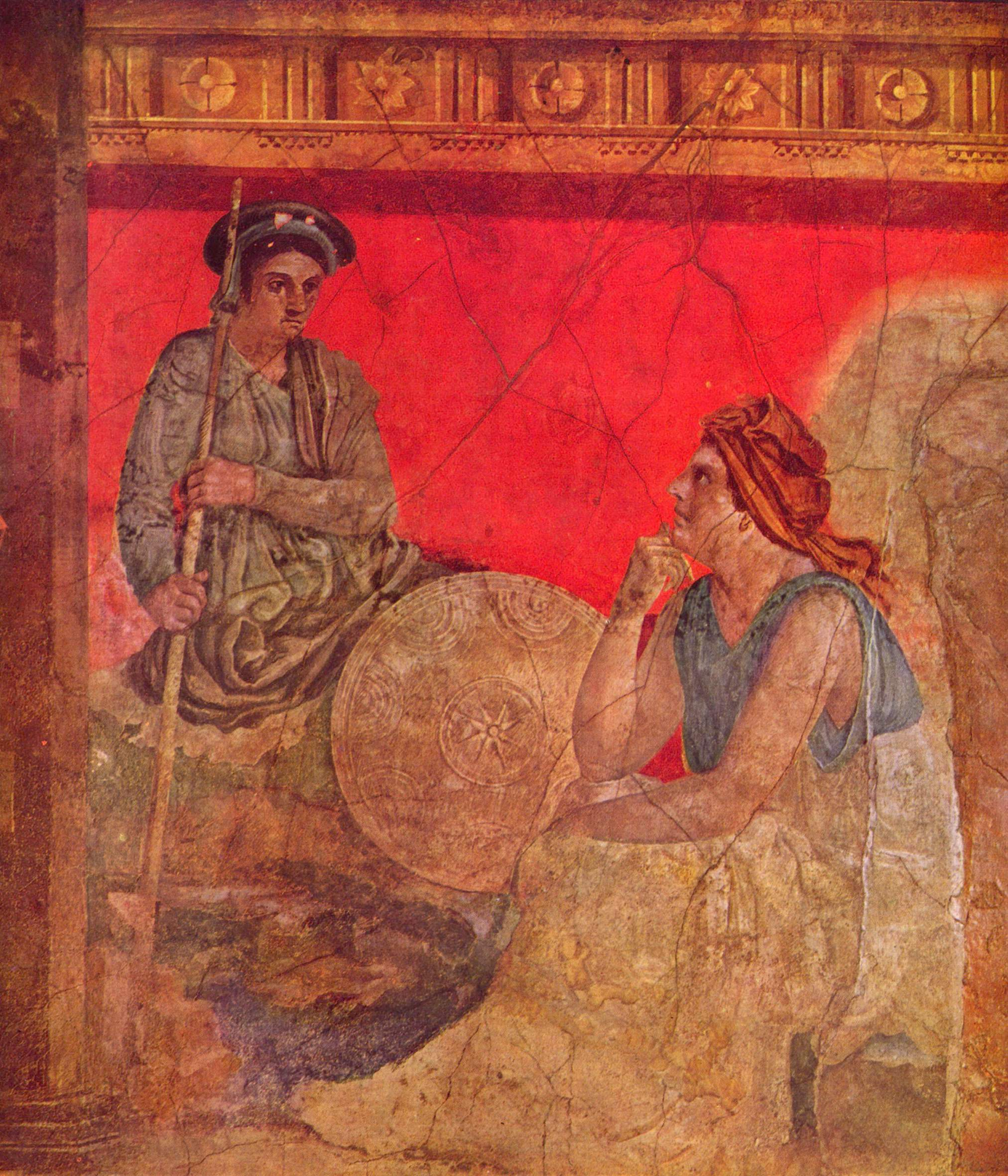
Fresco in de Villa Boscoreale (Napels, Museo Archeologico Nazionale); Franca Landucci Gattinoni stelt dat de opdrachtgever van dit fresco Antigonus Gonatas was. Die was de zoon van Demetrius Poliorketes bij Phila.

De vrede hield het niet lang uit. In het jaar 309 v.Chr. leed Antigonos een zwaar verlies toen zijn neef Ptolemaeus hem verraadde en zich bij zijn naamgenoot in Egypte aansloot. Deze neef had voor Antigonos het grootste deel van Griekenland op Kassander veroverd en begon te hopen op een eigen rijk. Omdat hij wist dat hij dit bij Antigonos niet zou kunnen verwezenlijken, wisselde hij van kant, waardoor Antigonos zijn sterke positie in Griekenland verloor. Antigonos verving hem als strategos van Griekenland met Demetrius en gaf zijn zoon een vloot van 250 schepen en 5000 talenten mee. Hij stuurde in het voorjaar van 307 v.Chr. Demetrius vanuit Efeze naar Griekenland, met Athene als belangrijkste doel. Zo begon de Vierde Diadochenoorlog.
Door ofwel de zeestraat van Kithnos of Serifos te passeren drong bereikte Demetrius de Mirtoïsche zee en ging hij naar de Saronische Golf. Op 10 juni 307 v.Chr. liet hij zijn schepen aanmeren in de grote haven van Piraeus. De bewakers in de haven hielden zijn schepen voor een Egyptische vloot van Ptolemaeus, de bondgenoot van Kassander, en lieten hem binnenvaren. Nadat de Atheners begrepen dat het de zoon van Antigonos was die in hun haven was, trokken ze zich terug naar Munychia, waar Demetrius hen begon te belegeren.
Nadat Munychia van de buitenwereld afgesloten was ging Demetrius naar Megara, dat hij ook begon te belegeren. Terwijl de belegering bleef aanslepen, zou Demetrius zichzelf in gevaar gebracht hebben toen hij hoorde dat de mooie koningin Kratesipolis zich in Patras bevond. Hij zou zijn troepen verlaten hebben om met haar af te spreken. Zijn vijanden wisten dit echter en wachtten hem op in Patras. Hij slaagde er echter in te ontsnappen.
Na de verovering van Megara stelde Demetrius zich tevreden met de overgave van het Atheense garnizoen erin, en drong niet meer aan op de vernietiging ervan. Toen hij hoorde dat de beroemde filosoof Stilpon in Megara was, liet hij hem voor een gesprek naar zich toe brengen. Demetrius, niet wetend dat Stilpons huis tijdens de belegering vernietigd en zijn vrouw gedood was, vroeg de filosoof of hij tijdens het beleg iets verloren had. Daarop antwoordde Stilpon dat hij niets verloren had, omdat hij al zijn bezit met zich mee droeg (hiermee bedoelde hij zijn verstand). Dit gesprek, vooral Stilpons uitspraak, werd dikwijls geciteerd door antieke auteurs en verschillend geïnterpreteerd. Nadat Demetrius Stilpon bij wijze van afscheid nog beloofde dat hij diens stad, Megara, als vrije stad zou achterlaten. Daarop zei de filosoof dat hij dat inderdaad gedaan had, aangezien hij alle slaven had weggevoerd, wat een grote economische aderlating was voor Megara.

#### Eerste inname van Athene

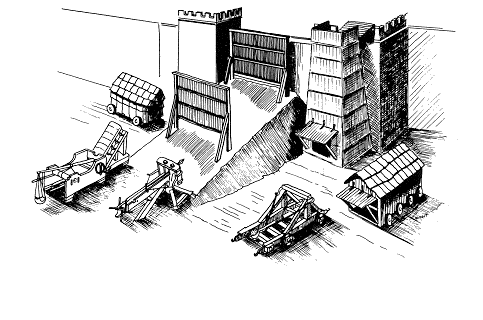
Antieke belegeringsmachines

Na de inname van Megara richtte Demetrius zich weer naar Munychia, dat hij met een nieuwe belegeringsmachine kon innemen. Twee maanden na zijn landing kon hij zich nu in Athene vestigen.
Demetrius verdreef onmiddellijk het door Kassander geplaatste oligarchische regime van Demetrius van Phaleron en stelde zelf een nieuw democratisch regime aan, waardoor voor het eerst in vijftien jaar de democratie in Athene hersteld werd. Hij verleende de nu afgezette stadhouder van Kassander gratie op grond van zijn verdiensten voor de stad, hoewel het nieuwe democratische regime hem de doodstraf had opgelegd. Hij sprak ook de toneelschrijver Menander en de redenaar Dinarchus vrij. Demetrius van Phaleron ging later naar Alexandrië, waar hij meewerkte aan de opbouw van de Grote Bibliotheek. Demetrius slaagde erin de gunst van de bevolking van Athene voor zich te winnen door gratis hout uit Azië te laten invoeren, dat diende voor de bouw van honderd schepen. Daarbovenop gaf hij hen het eiland Imbros en vermoedelijk ook Lemnos terug. Zo kreeg Athene weer een iets dominantere positie in de Egeïsche Zee.
In Athene kon Demetrius op de steun rekenen van de oude redenaar Stratokles. Ook de ekklèsia gaf Demetrius en zijn vader verscheidene eerbetuigingen. Ook werden ter ere van hen twee nieuwe fylen (oorspronkelijk waren het er tien) toegevoegd (Demetrias en Antigonis). Hun gouden standbeelden werden onmiddellijk naast die van Harmodius en Aristogiton geplaatst. Ze kregen ook nog twee kronen die 200 talenten waard waren. Ook werden ze ingeweven in de heilige mantel van Athena. Ze werden ook opgenomen als de "reddende goden", want ze kregen jaarlijks een priester toegewezen. Demetrius zelf werd met een eigen altaar geëerd. Dit altaar stond op de plaats waar hij voor het eerst van zijn wagen was gestapt en zijn voeten op de grond van de stad had gezet.
Demetrius vierde samen met de bevolking van Athene op de Akropolis, waar hij feestte naar het voorbeeld van Dionysus. Demetrius probeerde zich nog verder aan Athene te binden door te trouwen. Hij trouwde met de Eurydice, de weduwe van de Ptolemaeïsche veldheer Ophellas. Ze zou een nakomeling van Miltiades de Jongere geweest zijn. Hij was echter nog getrouwd met Phila. Hierdoor werd hij de eerste hellenistische heerser die aan polygamie deed.

#### De overwinning bij Salamis (306 v. Chr.)
Hoewel in het jaar 306 v.Chr. de oorlog in Griekenland nog steeds woedde, kreeg Demetrius het bevel van zijn vader om met zijn vloot Ptolemaeus aan te vallen. Die had in de voorbije jaren een dominante positie in het oostelijke Middellandse Zeegebied ingenomen en dreigde zo Antigonos van Griekenland af te snijden. Demetrius zeilde met ongeveer 200 schepen en ongeveer 15.000 man richting Cyprus, dat bezet werd door Ptolemaeus' broer, Menelaos.
Demetrius landde ongehinderd op de noordelijke kust van het eiland bij Carpasia. Nadat hij deze stad snel ingenomen had, ging hij naar het midden van het eiland. Niet ver van Salamis stelde Menelaos zich op voor hem met ongeveer 12.000 infanteristen en 800 cavaleristen. Demetrius kon zijn tegenstanders verslaan, waarop ze zich terugtrokken achter de stadsmuren van Salamis. Daarom begon Demetrius het beleg van deze stad. Demetrius liet ambachtsmannen, hout en metaal uit Azië overkomen om de enorme belegeringsmachines te bouwen, waaronder ook de beroemde Helepolis ("stedenveroveraar"). Volgens de historicus Diodorus Siculus waren de inspanningen voor het bouwen van deze toren echter vergeefs geweest, aangezien Menelaos in een nachtelijke uitval de toren in brand stak, die daardoor helemaal uitbrandde.
Ondertussen had ook Ptolemaeus met ongeveer 150 oorlogs- en 200 transportschepen het eiland bereikt en bood Demetrius een vrije aftocht aan. Demetrius antwoordde echter met het aanbod dat hij Ptolemaeus zich veilig zou laten terugtrekken, als hij de Griekse steden Korinthe en Sicyon aan hem gaf. Nadat Ptolemaeus het aanbod zoals verwacht afsloeg, voer Demetrius met zijn vloot op hem af. Enkele schepen waren zevenriemers, maar de meeste waren slechts vijfriemers. Menelaos probeerde zijn broer nog met 60 schepen te hulp te komen, maar hij werd tegengehouden door 10 schepen van Demetrius die de haven van Salamis blokkeerden. Ondertussen liet Demetrius de nu gevangen schepen met katapulten beschoten worden die op enkele landtongen opgesteld waren. Demetrius deed een felle aanval. Hij kon het centrum en de rechtervleugel van de vijand overweldigen en doordringen tot aan de kust van Cyprus. Meer dan 80 schepen van Ptolemaeus werden gekelderd of sterk beschadigd en 70 schepen werden veroverd. Ptolemaeus kon ontkomen met slechts 8 schepen.
Naast de schepen veroverde Demetrius ook de volledige oorlogsschatkist op Ptolemaeus en nam bijna zijn volledige entourage gevangen, waaronder ook zijn zoon Leontiscus en de hetaere Lamia. Menelaos had nu geen hoop op redding meer en overhandigde Demetrius de stad, zijn vloot en zijn leger. Van zijn buit gaf Demetrius 1.200 volledige harnassen aan de inwoners van Athene als geschenk. De gevangengenomen Menelaos en Leontiscus liet hij vrij omdat Ptolemaeus ook zo edelmoedig had gehandeld na zijn overwinning bij Gaza.

#### Het jaar van de koningen

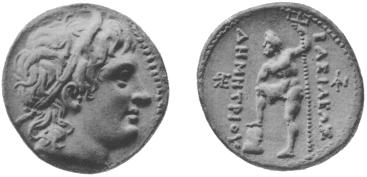
Tetradrachme van Demetrius Poliorketes.
links: profiel van Demetrius' hoofd met diadeem
rechts: het opschrift ΒΑΣΙΛΕΩΣ ΔΗΜΗΤΡΙΟΥ ("van koning Demetrios") en Poseidon met een drietand

Demetrius stuurde na deze overwinning een bode naar zijn vader, die zich op dat moment in de waarschijnlijk kort daarvoor gestichte stad Antigoneia (het latere Antiochië) bevond. Nadat de overwinning bij Salamis officieel bekendgemaakt was, werd Antigonos door de oorlogsvergadering uitgeroepen tot nieuwe koning (basileus) en hij kreeg een gouden diadeem op zijn hoofd gezet. Antigonos stuurde ook een diadeem naar Demetrius, waarbij hij hem in de begeleidende brief met koning aansprak. Doordat Antigonos en Demetrius nu koning waren, konden ze wettelijk aanspraak maken op het rijk van Alexander.
In het jaar daarop zeilde Demetrius met zijn vloot naar de Egyptische kust, terwijl zijn vader met ongeveer 80.000 man en 83 olifanten over land naar het deel van het rijk dat bestuurd werd door Ptolemaeus ging. De landing van de troepen van Demetrius werd echter tegengehouden door Ptolemaeïsche troepen en nadat een storm een groot deel van zijn vloot vernietigd had, besloot Antigonos om de veldtocht te beëindigen. Hij wilde niet dat hem hetzelfde overkwam als wat Perdikkas was overkomen in 321 v.Chr. toen hij verslagen werd bij de Nijl. 
Als reactie op het feit dat Antigonos en Demetrius zich tot koning hadden uitgeroepen namen in 305 v.Chr. ook Ptolemaeus, Kassander, Seleucus en Lysimachus de koningstitel aan. Zo waren de Antigoniden niet langer de enige legitieme pretendenten voor Alexanders rijk waren. Verder stelde iedereen de eenheid van het rijk nu zo in vraag, dat niemand meer aanspraak maakte op het volledige rijk, maar beperkten hun rijken nu tot de gebieden die ze op dat moment bestuurden: Ptolemaeus Egypte, Kassander Macedonië, Seleucus Mesopotamië en Lysimachus Thracië. Demetrius en Antigonos weigerden hen echter als koningen te erkennen. Later zou Demetrius bij de heroprichting van de Korinthische Bond in 302 v.Chr. beweren dat hij de "enige koning" was en degradeerde de andere machthebbers tot een lagere rang; Ptolemaeus verlaagde hij tot de rang van een "admiraal", Seleucus tot die van de "bevelhebber over olifanten", Agathocles noemde hij een "eilandcommandant" en Lysimachus "schatmeester" (gazophylax), een ambt dat per regel ingevuld werd door een eunuch. Zijn belangrijkste tegenstander Kassander vermeldde hij niet onder hen, omdat hij hem staatsvijand noemde.

#### Het Beleg van Rhodos (305–304 v. Chr.)
Op de terugreis van Egypte besloot Demetrius het onafhankelijke Rhodos aan te vallen. Het eiland was in de Diadochenoorlogen neutraal geweest, maar toch had het met zijn sterke vloot Ptolemaeus geholpen tegen Antigonos. Demetrius wilde deze bedreiging uit de Egeïsche Zee verwijderen. Hij bracht daar 200 oorlogs- en 170 transportschepen en 40.000 man voor mee.
Na de landing op het zuiden van het eiland bij de gelijknamige hoofdstad begon Demetrius onmiddellijk met het beleg. Deze onderneming geldt als het hoogtepunt van de antieke belegeringstechnieken. Demetrius zette onder andere twee op schepen opgestelde stormrammen in om de haven van de stad vanop zee in te nemen. Nadat deze stormrammen na hevige gevechten echter vernietigd werden, schoot hij met grote katapulten een gat in de muur van de haven, die echter behouden kon worden door de verdedigers. Demetrius wist de havendam te veroveren, maar verloor die weer na een tegenaanval van de Rhodiërs.

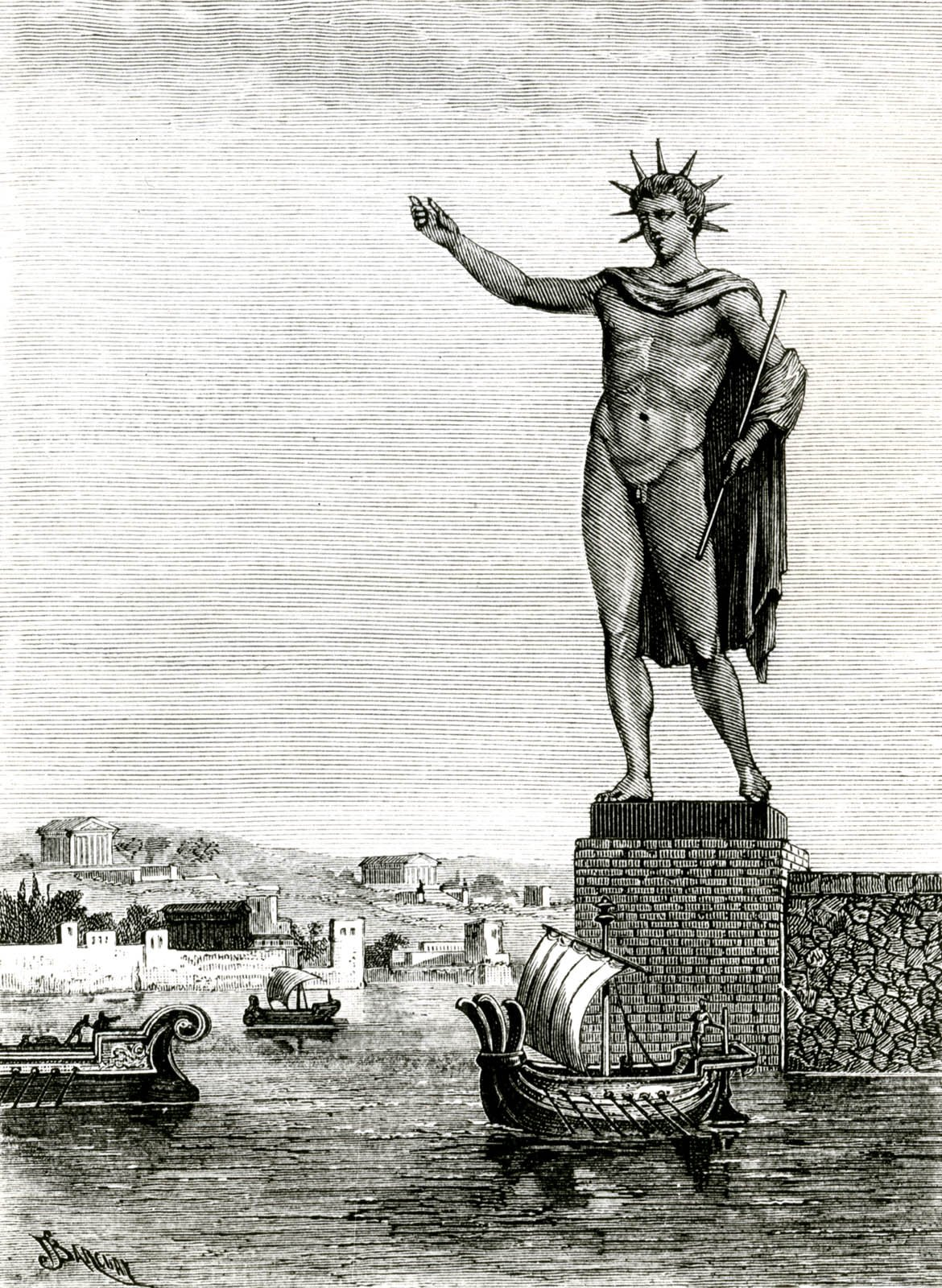
De Kolossus van Rhodos in een voorstelling uit de negentiende eeuw

Toen de winter aanbrak zette Demetrius het beleg vanop land voort. Zoals bij Salamis liet hij door meer dan 25.000 ambachtsmannen een nieuwe Helepolis bouwen, die nog groter was dan haar voorganger. Ze stond op een vierkante basis met zijden van 50 meter en was 100 m in de hoogte. Op drie zijden werd ze door platen beschermd tegen vuur en had in de voorkant meerdere openingen voor artillerie. Ze werd bediend door ongeveer 3.400 soldaten. Hij liet ook twee stormrammen van 125 meter lang bouwen, die elk door 1.000 man bediend werden. Ondertussen verbeterden de Rhodiërs hun verdedigingswerken. Ze deden ook meerdere uitvallen met hun vloot en lieten zo veel van Demetrius' voorraden en grondstoffen zinken of maakten ze buit. Ze kregen hierbij hulp van de Egyptische vloot, die erin slaagde een grote hoeveelheid graan aan te voeren. De verdedigers kregen ook van Lysimachus en Kassander grondstoffen of voedsel en wapens.
Terwijl de belegeringsmachines gebouwd werden, bezocht Demetrius dikwijls de beroemde schilder Protogenes, die in zijn werkplaats voor de muren van de stad leefde. Demetrius verwonderde zich erover dat de kunstenaar ondanks de gevechten aan zijn schilderijen bleef werken. Daarop zei die dat Demetrius in oorlog was met de stad en niet met de kunst. Rond die tijd werd het bekendste werk van Protogenes gemaakt: de "Slapende satyr".
In het voorjaar van 304 v.Chr. kwamen de werkzaamheden en ook de bezetting van de velden voor de stad tot een einde. Na twee aanvallen op de stadsmuur had Demetrius een bres kunnen slaan, enkel om te ontdekken dat de verdedigers een tweede muur gebouwd hadden, die nu nog extra werd beschermd door het puin van de kapotte muur. Achter die muur waren ze al een nieuwe muur aan het bouwen en groeven voor de bres een gracht. Ondertussen bleven ze met hun schepen de voorraadschepen van Demetrius aanvallen. In een nacht lanceerde Demetrius met 1.500 uitgekozen soldaten een laatste aanval op de bres. Zijn troepen drongen door tot het stadstheater, maar ze werden teruggeslagen door de verdedigers. Demetrius wilde het beleg verderzetten, totdat niet enkel afgezanten van zijn vader, maar ook van de Aetolische Bond, verschenen. Ze maakten hem duidelijk dat Kassander in Griekenland Athene aan het belegeren was.
Demetrius sloot een wapenstilstand met Rhodos en zei dat hij de onafhankelijkheid van het eiland zou respecteren. De Rhodiërs gaven hem op hun beurt honderd gijzelaars en beloofden in de toekomst de bevelen van Antigonos op te volgen. Door de Antigonidische propaganda werd de belegering als een overwinning gezien, en hieraan heeft Demetrius zijn bijnaam (Poliorketes, "stedenbelegeraar") te danken. De Rhodiërs aan de andere kant beschouwden zichzelf als de enige winnaars door hun felle en succesvolle verdediging. Ze maakten dit maar al te graag duidelijk, aangezien ze Ptolemaeus als dank voor zijn steun de eretitel "Redder" (Soter) gaven. Het duidelijkste teken van hun overwinning was echter de oprichting van een enorm standbeeld van de zonnegod Helios in hun haven dat gemaakt werd uit het materiaal van de belegeringsmachines die door Demetrius achtergelaten waren. Dit overwinningssymbool ging deze Kolossus van Rhodos in de geschiedenis door als een van de zeven wereldwonderen.

#### Hegemoonvan Griekenland
Demetrius landde in de late herfst van 304 v.Chr. met 330 schepen in Griekenland, dicht bij Aulis. Omdat hij Kassander nu van Griekenland dreigde af te snijden, hief die het beleg van Athene op en trok zich terug uit Attica. Demetrius achtervolgde hem door de Thermopylae en nam Heraclea Lyncestis in. Aansluitend daarop verdreef hij Kassanders garnizoen uit Phyle en Panakton. Hij gaf deze vestingen aan Athene. Daarna sloot hij een alliantie met de Aetolische en Boeotische Bond tegen Kassander. Na zijn triomfantelijke intrede in Athene vestigde hij zich in het Parthenon op de Akropolis, waar hij in de winter van 303 v.Chr. nieuwe festiviteiten startte en zich voordeed als broeder van Athene. Hij trad nu steeds duidelijker naar voren als de meester van de stad en regelde zelfs de rechtszaken. Stratokles nam in de volksvergadering de beslissing dat Demetrius door hen als heilige tussen goden en mensen. De redenaar Demochares protesteerde echter hiertegen. Daarom werd hij verbannen.
Het volgende jaar begon Demetrius een groot offensief en veroverde Argos, Korinthe en een groot deel van Achaea en Arcadië. De oude stad Sicyon werd vernietigd, maar de bevolking bouwde een nieuwe stad op de resten van de vorige. De veroveraar zorgde voor de versterking van de nieuwe stad, die hij Demetrias noemde, maar deze zou niet lang zo heten. Na een feest van Hera trouwde hij met Deidameia, de zuster van Pyrrhus, als derde gemalin. Daarna probeerde hij het overige deel van de Peloponnesos, dat nog steeds bezet werd door Polyperchon, te veroveren. Hij veroverde Bura, Skyros en Aigion. Andere steden gaven zich over zonder gevechten. Daarna organiseerde hij een synedrion in Korinthe, waarin hij de Korinthische Bond vernieuwde en zich liet aanstellen tot Hegemoon van Griekenland. De rest van het jaar vergrootte hij zijn leger om een beslissende veldslag tegen Kassander te voeren. Met ongeveer 8.000 Macedoniërs, 15.000 huurlingen en 25.000 soldaten van de Korinthische Bond wilde hij Macedonië aanvallen.
Ondertussen liet Demetrius zich in Athene inwijden in de Mysteriën van Eleusis. Hiervoor werden verschillende regels opgesteld, namelijk dat de kleine inwijdingen in de maand Anthesterion (februari) en de grote inwijdingen twee jaren later in de maand Boëdromion (oktober) gedaan moesten worden. Omdat Demetrius niet zoveel tijd wilde verspillen, noemde Stratokles de maand Munychion (waarschijnlijk april) van het jaar 303 v.Chr. Anthesterion en noemde hem daarna Boëdromion en liet de kalender een jaar overslaan, zodat de inwijdingen snel konden beginnen. Opnieuw hield Demetrius feesten in het Parthenon en hij werd door de burgers van Athene bezongen als de zoon van Poseidon en Aphrodite en bij Demeter geplaatst. Demetrius zou het goud dat hem geschonken werd door de stad gegeven hebben aan zijn hetaere Lamia om make-up te kopen.

#### De beslissing bij Ipsus (301 v.Chr.)
Terwijl Demetrius tot het einde van het jaar 302 v.Chr. zijn leger aanvulde, sloten Kassander en Lysimachus zich bij elkaar aan om samen Demetrius te verslaan. Nadat ook Ptolemaeus zich aansloot bij de alliantie besloten ze om zelf in het offensief te gaan. Lysimachus belegerde Abydos, maar Demetrius slaagde erin het te ontzetten met zijn vloot. Daarna veroverde een veldheer van Lysimachus de Antigonidische stad Efeze, waar de democratie afgeschaft werd en de vloot verbrand werd. Daar verloor Demetrius ook zijn Rhodische gijzelaars, die bevrijd werden en mochten terugkeren naar hun moederstad. Ook Teos en Colophon gaven zich over, maar Erythrae en Clazomenae bleven in Antigonidische handen. De situatie werd echter nog ernstiger voor Antigonos en Demetrius toen de satraap Phoinix deserteerde en ook zijn strategisch belangrijke satrapie Frygië aan de Hellespont aan Lysimachus gaf. Lysimachus zelf ging met zijn leger naar Centraal-Anatolië en bedreigde nu Celaenae, maar hij liet het zichzelf ingraven toen Antigonos hem met een leger uit Cilicië tegemoetkwam.  Ondertussen ging ook Seleucus na zijn Indische veldtocht naar Klein-Azië en begon te onderhandelen met Lysimachus. 
In deze situatie werden Demetrius en zijn leger door zijn vader naar Azië teruggeroepen, waardoor het offensief tegen Kassander afgelast moest worden. Met zijn vloot veroverde Demetrius het kort daarvoor verloren Efeze en liet de Hellespont blokkeren met 3.000 soldaten en 30 schepen. Een leger van Kassander onder leiding van zijn broer Pleistarchus moest daardoor op weg naar Azië een omweg langs Odessa maken om zo de Zwarte Zee te kunnen oversteken. Daarna versloeg Demetrius een leger van Lysimachus bij Lampsacus. Hij slaagde erin de volledige bagagetrein van dat leger te veroveren. Kort daarna sloot de door Kassander uit zijn koninkrijk verdreven Pyrrhus van Epirus zich aan bij Demetrius' leger. Toen Seleucus in Klein-Azië aangekomen was, ging Demetrius in de eerste helft van 301 v.Chr. oostwaarts om zich bij zijn vader aan te sluiten.

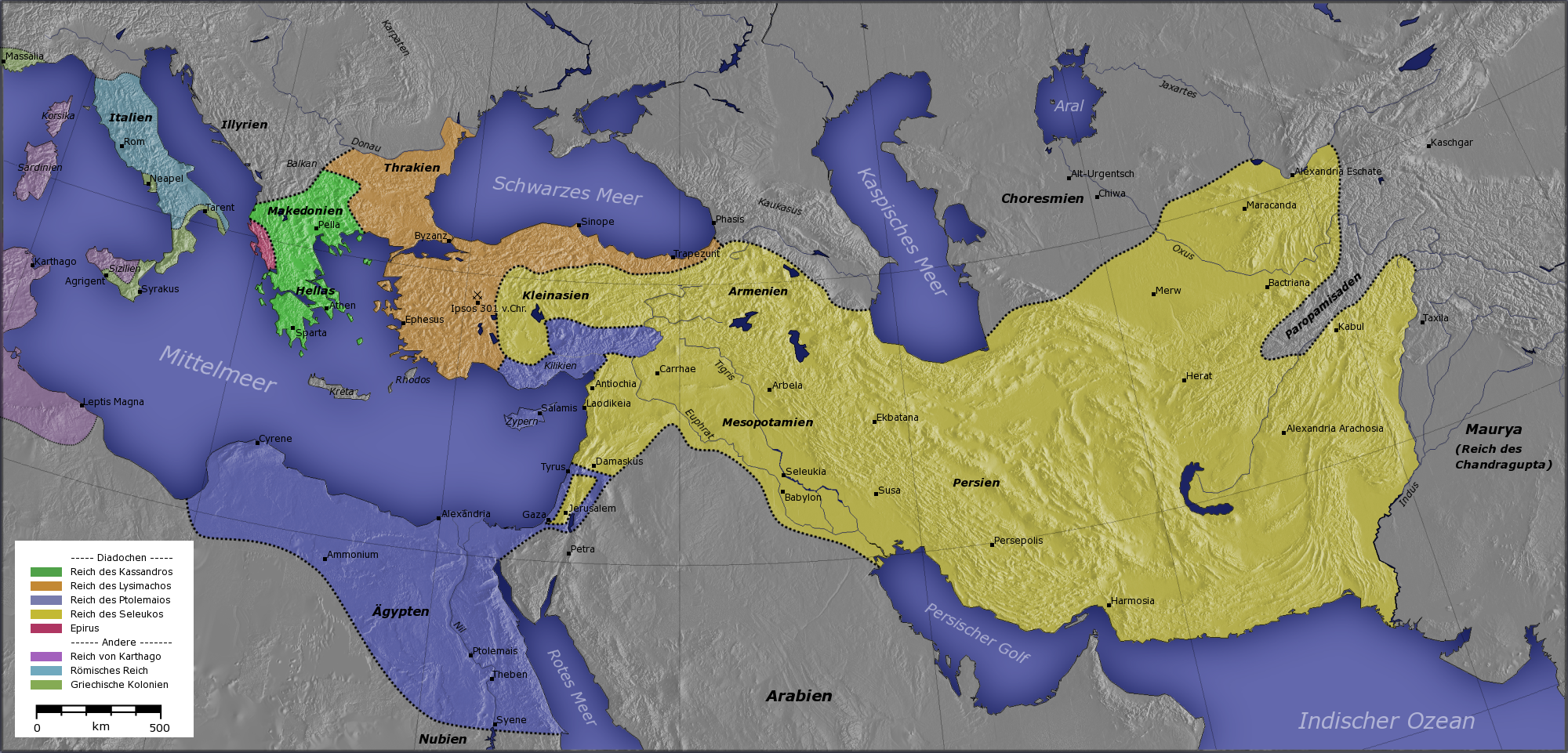
Het rijk van Alexander na de Slag bij Ipsus
Ptolemaeus
Kassander
Lysimachus
Seleucus

Bij Ipsus raakten de beide legers slaags met elkaar. Antigonos en Demetrius voerden samen het bevel over ongeveer 70.000 infanteristen, 10.000 cavaleristen, 120 sikkelwagens en 75 krijgsolifanten, terwijl hun tegenstanders ongeveer 64.000 infanteristen, 10.500 cavaleristen en 400 olifanten, die Seleucus meegebracht had uit India, het bevel voerden. In de ochtend van de slag zou Antigonos gestruikeld hebben toen hij zijn tent verliet. Hij zou de goden op zijn knieën en met zijn handen naar de hemel gesmeekt hebben om een overwinning of een snelle dood zonder te weten dat hij een nederlaag geleden had. Antigonos nam het bevel over de infanterie, die in drie falanxen verdeeld was. Demetrius kreeg de leiding over de cavalerie. De slag begon met een aanval van de ruiters van beide legers terwijl de falanxen zich naar elkaar toe bewogen. Voordat de cavaleristen de vijandige infanterie hadden kunnen verstoren, kwamen ze slaags met elkaar. Demetrius liet zich tijdens de gevechten door zijn tegenstanders onder leiding van Antiochus van het slagveld weglokken. Dit buitte Seleucus uit toen hij zijn olifanten als een muur tussen Demetrius en Antigonos schoof. Daardoor kon Demetrius niet meer terugkeren naar het strijdtoneel. Nu stond Antigonos alleen tegenover zijn vijanden. Tijdens de gevechten liepen veel soldaten van Antigonos naar de vijand over. Toen zijn falanx door de geallieerden verslagen was, stortte Antigonos zich zonder harnas in de strijd en sneuvelde uiteindelijk. Hij had nog tot op het laatste moment in zijn overwinning geloofd, want hij dacht dat Demetrius zich weer bij hem zou aansluiten nadat hij zich rond de olifantenmuur had kunnen bewegen.
De dood van Antigonos besliste de slag en de Vierde Diadochenoorlog. Antigonos werd eervol begraven door Seleucus, een koning waardig. Het rijk van de Antigoniden in Azië werd onder de overwinnaars verdeeld. Lysimachus kreeg het westen van Klein-Azië, Seleucus verzekerde zich van Syrië en Centraal-Anatolië en Pleistarchus kreeg Cilicië. Met de Slag bij Ipsus kwam er echter voor eens en voor altijd een einde aan de gedachte van eenheid binnen het rijk van Alexander, en ook geen enkele van de nog overgebleven Diadochen dacht hieraan. Hoewel Demetrius nog steeds de droom van zijn vader wilde verwezenlijken, had hij niet meer de gelegenheid dit te doen.

### Heerschappij op zee

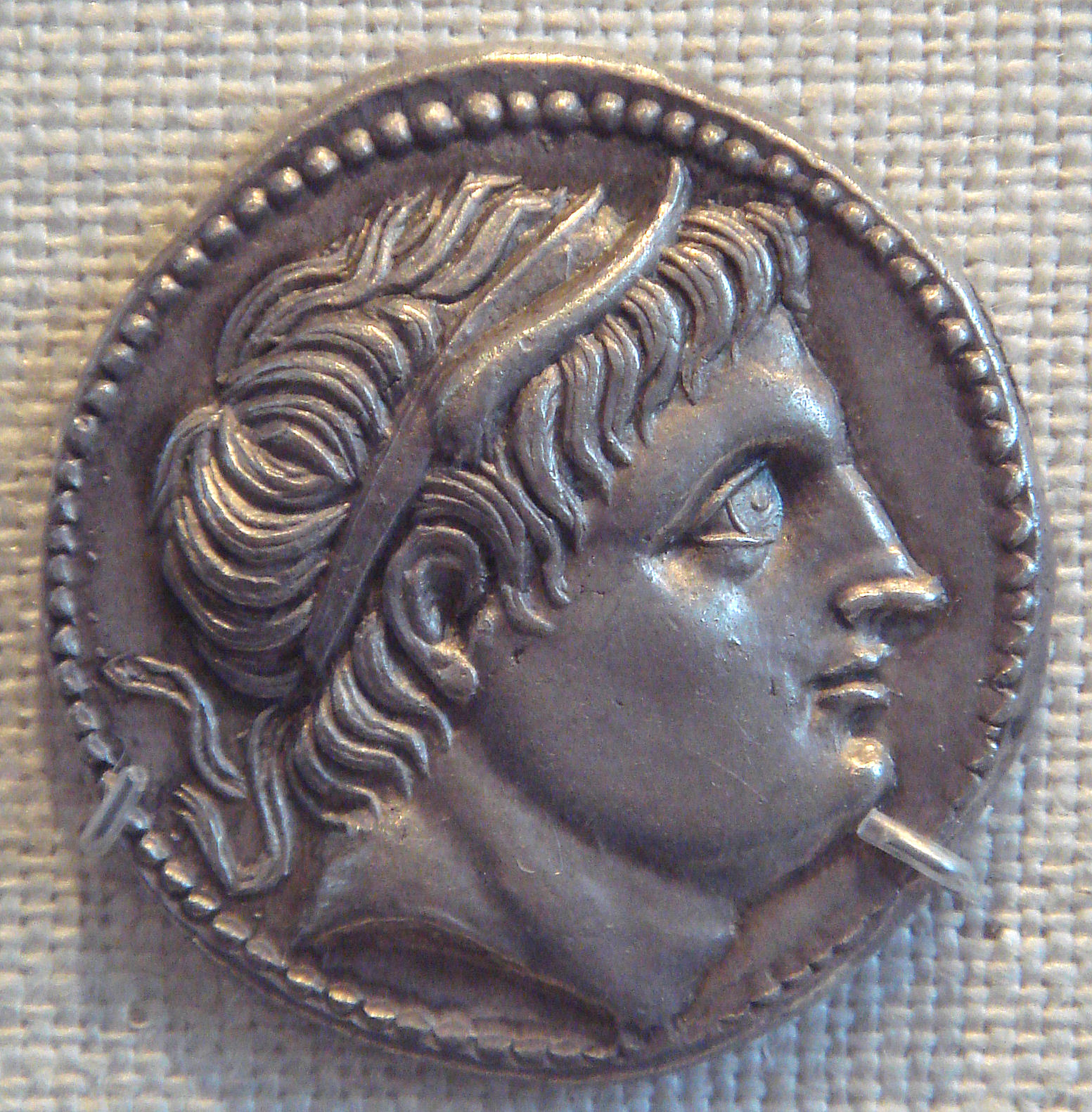
Munt van Demetrius Poliorketes

Demetrius zelf kon met ongeveer 5.000 man en 4.000 ruiters ontsnappen en ging naar Efeze, waar zijn vloot van ongeveer 300 schepen op hem wachtte. Hij voer naar Cilicië, waar hij zijn moeder ophaalde en haar naar Cyprus bracht. Daarna keerde Demetrius naar Efeze terug om daar zijn gouverneur af te zetten, aangezien die van plan was de stad aan Lysimachus over te geven. Toen Demetrius daarna naar Athene wilde varen, werd hij de toegang tot de stad verboden door een Attische bode. Zo eindigde zijn heerschappij over Athene en zo ook die over Griekenland, dat weer onder de controle van Kassander kwam. Enkel Megara en Korinthe en daarmee ook de Isthmus bleven onder zijn controle. Demetrius' belangrijkste steunpilaar was nu zijn vloot, die de hegemonie had over zee. Naast de Egeïsche eilanden van de Nesiotische Bond kon hij ook nog macht uitoefenen op enkele havensteden in Klein-Azië (bijvoorbeeld Efeze), Fenicië (Tyrus, Sidon) en Cyprus.
Vanop zee bleef Demetrius vechten tegen zijn vijanden en voerde piratenaanvallen uit op hun havensteden, die hij vervolgens plunderde. Hij stelde zijn vriend Pyrrhus in 300 v.Chr. aan als bevelhebber van zijn troepen in Griekenland  en viel Lysimachus aan bij de Thracische Chersonesos. Ondertussen werd ook zijn machtspositie verbeterd, want de alliantie tussen de vier grootmachten was na de dood van Antigonos in de Slag bij Ipsus uit elkaar gevallen. Seleucus en Ptolemaeus waren in conflict over de heerschappij over Coele-Syrië, waarop die laatste in 299 v.Chr. een alliantie met Lysimachus aanging. Als antwoord nam Seleucus contact op met Demetrius, waarop ze nu beiden een wapenstilstand tekenden. Demetrius landde op de kust van Cilicië, verdreef daar Pleistarchus en veroverde diens schatkist. Vervolgens ontmoette hij Seleucus in het Syrische Rhosus in 298 v.Chr. Doordat Seleucus trouwde met Demetrius' dochter Stratonike werd de verbintenis tussen de beide dynastieën versterkt. Nog in datzelfde jaar, vermoedelijk na de bezetting van Samaria en Gaza door Demetrius, was Ptolemaeus gedwongen in te geven en hij sloot waarschijnlijk vrede met Demetrius en Seleucus. Daarna trouwde Demetrius met de dochter van de Ptolemaeïsche koning, Ptolemais, en hij zond Pyrrhus als gijzelaar naar Alexandrië.

### Terugkeer naar Griekenland

#### Tweede inname van Athene
Een beslissende gebeurtenis vond plaats in 297 v.Chr. toen Kassander stierf. Nu zijn sterkste tegenstander in Griekenland niet meer was, ging Demetrius het jaar daarop richting Attica om Athene te heroveren. Daar heersten sinds 301 v.Chr. de politici Charias en Lachares, die zich aan Kassander onderworpen had, terwijl de aanhangers van Charias om de terugkeer van Demetrius vroegen. Charias was ondertussen al vermoord, maar zijn partij hield Piraeus bezet. Dicht bij de Attische kust werd Demetrius' vloot door een storm verrast, waardoor hij veel schepen verloor. Omdat Demetrius nu te weinig soldaten had, besloot hij om naar de Peloponnesus te gaan. Daar veroverde hij Messene, waar zijn wang echter doorboord werd door een projectiel van een katapult, en nog meer steden. Daarna wendde hij zich weer naar Athene, waar Lachares via Demochares een defensieve alliantie aangegaan was met koning Philippus IV van Macedonië. Toen die op weg naar Athene echter stierf had Demetrius weer een sterkere positie ingenomen. Hij veroverde Aegina, Salamis, Eleusis en Rhamnus. Terwijl hij Attica zo stap per stap onder zijn controle bracht, zond hij gezanten naar Piraeus, die daar met de vijanden van Lchares contact opnamen. Nadat Demetrius een vloot van Ptolemaeus om Athene te helpen bedreigd had en zo verdreven had, vluchtte Lachares verkleed als boer uit de stad. Hij werd later, net als bij Plutarchus, aanzien als tiran. Pas sinds de ontdekking van op papyrus geschreven fragmenten van een geschiedeniswerk weet men dat deze gebeurtenissen voorafgegaan waren door een burgeroorlog.
Lachares was nog maar net gevlucht, of Demetrius verkreeg in 294 v.Chr. de toegang tot de stad. Hij herstelde onmiddellijk de "democratie" en liet in het theater van de stad de ekklèsia verzamelen. Daar vergaf hij de burgers hun verraad van 7 jaar geleden en schonk hen 1 miljoen liter graan, om de uit de belegering voortgekomen hongersnood tegen te gaan. Op voorstel van de redenaar Dromocleides stemde de ekklèsia erin toe dat Munychia en Piraeus onder controle van Demetrius kwamen. Die liet het Mouseion met een eigen garnizoen bezetten. Nu Demetrius weer macht in Griekenland had gekregen vielen zijn allianties met Seleucus en Ptolemaeus weer uiteen. Dit kostte hem zijn steden in Coele-Syrië. Nog belangrijker was de terugkeer van Pyrrhus naar zijn Epirotisch koninkrijk in het jaar 296 v.Chr. met behulp van Ptolemaeus. De vroegere vriend van Demetrius was nu zijn gevaarlijkste rivaal in Europa, die zich daarbovenop ook bij Lysimachus had aangesloten.

#### Koning van Macedonië
Ptolemaeus had ondertussen in Sparta contact opgenomen met de koning daar, Archidamus IV, om een veldtocht tegen Demetrius aan te sporen. Demetrius viel de Spartanen aan en stak het woud op de berg Lycaeus in brand, waarin ze zich verstopt hadden. Hij volgde de vluchtende Spartiaten en versloeg hen in het dal van de Eurotas. Hij stond net op het punt Sparta te veroveren toen Efeze door Lysimachus en de Fenicische steden door Seleucus veroverd werden. Uiteindelijk verloor hij ook definitief Cyprus aan Ptolemaeus, waardoor de familie van Demetrius gevangengenomen werd. Ze werden echter al snel weer vrijgelaten en bereikten zo Griekenland. Verder ging ook Pyrrhus in het offensief tegen Macedonië, waar hij het westelijke deel van het land bezette. Demetrius zag af van een verovering van Sparta en trok zich met zijn leger uit Laconië terug. Daarbij waagden de Spartanen een uitval uit hun stad, overvielen hem in een bergpas en vernietigden de legertros.
Toen Demetrius Chaeronea bereikte, onderwierp de Boëotische Bond zich aan hem. In de Pagasetische Golf stichtte hij nog een Demetrias. Hoewel Thebe verder weerstand bood, ging Demetrius naar Macedonië, waar er wanorde heerste door een twist in de koninklijke familie. Hij was door koning Alexander V zelf te hulp geroepen, maar toen Demetrius uit de Peloponnesos vertrok met zijn leger had hij zichzelf al weer op de troon kunnen zetten. Alexander ging naar Demetrius bij Dion in de hoop hem te kunnen overhalen om opnieuw weg te gaan. Volgens Plutarchus (die toch niet altijd zo betrouwbaar is), was de jonge koning bang dat Demetrius zelf koning van Macedonië wilde worden, en daarom besloot hij hem tijdens een banket te vermoorden. Demetrius kon dit echter voorkomen. De volgende dag begeleidde Alexander Demetrius naar het Thessalische Larissa om geen achterdocht te wekken. Bij een gemeenschappelijke maaltijd liet Demetrius zich volgens Plutarchus verontschuldigen, omdat hij belangrijke zaken af te handelen had. In de angst dat dit een teken was dat hij vermoord zou worden, zou Alexander eveneens opgestaan hebben om Demetrius uit de tent te begeleiden. Bij de uitgang riep Demetrius de bewakers echter: "Dood hem die mij volgt", waarop Alexander vermoord werd. Stervende zou hij geroepen hebben dat als hij een dag langer geleefd had, het Demetrius geweest was die daar zou liggen doodgaan.
Demetrius rechtvaardigde de moord openbaar als daad van zelfverdediging. Hij verwees er ook naar dat hij en zijn vader steeds de trouwste vertegenwoordiger voor de dynastie van Alexander geweest waren, terwijl de familie van Kassander (de Antipatriden) verantwoordelijk zouden geweest zijn voor de moord op hem en het oude koningsgeslacht. Zo werd Demetrius door de soldaten aangesteld tot nieuwe koning van Macedonië. Hij werd al snel als koning erkend door een van zijn rivalen, Lysimachus. Die was immers te druk verwikkeld in zijn strijd tegen de Geten, waardoor hij al zijn soldaten op dat front nodig had.

#### Meester van Griekenland
Demetrius wilde nu de rest van Griekenland onderwerpen. Hij wendde zich daarom richting het sterke Thebe, dat zich aangesloten had bij Sparta. Met behulp van zijn belegeringsmachines, waaronder ook de Helepolis, belegerde hij de stad en rukte daarop op naar Boëotie, waar hij de geschiedenisschrijver Hieronymus van Cardia aanstelde als gouverneur. Toen een complot ontdekt werd in Athene liet Demetrius het Mouseion belegeren en legerde nog een garnizoen in de stad.
Ondanks zijn vredesverdrag met Lysimachus viel Demetrius in het jaar 293 v.Chr. het Thracische koninkrijk aan toen Lysimachus gevangen genomen werd door de Geten. Daarop sloot Pyrrhus zich bij de Boëotiërs aan en drong met een leger Thessalië binnen tot aan Thermopylae. Toen de Geten Lysimachus vrij lieten, maakte Demetrius een eind aan zijn Thracische veldtocht om zich volledig op Pyrrhus te kunnen richten. Hij verdreef hem van Thermopylae en marcheerde naar Boëotië. Daarna ging hij opnieuw naar Thebe, dat hij zelf aan het hoofd van een leger aanviel. Ondanks een ernstige pijlwonde aan de hals verkreeg hij in 290 v.Chr. de verovering van de stad. Op verzoek van zijn zoon Antigonus ging hij mild om met de verslagen verdedigers, maar hij liet toch duizend van hen executeren. Hoewel er in Thebe een democratie heerste, legerde hij een garnizoen in de Cadmea (de akropolis van Thebe), waardoor zijn controle over de stad gegarandeerd was.
Demetrius was nu de heerser van heel Griekenland; enkel Sparta, Aetolië en Lokris waren nog niet onderworpen. Toen de Lokriërs door hun vijandschap tegenover Demetrius alle Grieken de deelname aan de Pythische Spelen in Delphi weigerden, beval Demetrius kortweg de cultus naar Athene te verleggen. In de winter van 290 v.Chr. verlegde Demetrius zijn hof weer naar Macedonië, waar hij een gezantschap van de oude tiran Agathocles van Syracuse ontving. Voor een gezamenlijk bondgenootschap tegen Pyrrhus trouwde Demetrius met diens dochter Lanassa, waardoor hij ook het eiland Korkyra als 'huwelijksgeschenk' aan zijn koninkrijk kon toevoegen. Vermoedelijk streefde Demetrius met dit bondgenootschap dat de Sicilische Grieken deel zouden uitmaken van zijn koninkrijk, wat waarschijnlijk ook de reden is dat hij een aanval door de Isthmus van Korinthe plande en diplomatische contacten met Rome had opgenomen.
In het jaar 289 v.Chr. hernam Demetrius het offensief tegen Pyrrhus en onderwierp de Aetoliërs. Nadat hij zijn onderbevelhebber Pantauchus daar had achtergelaten met een leger marcheerde hij plunderend door Epirus en ging naar Korkyra, waar hij met Lanassa trouwde. Dit gebruikte Pyrrhus voor een tegenaanval in Aetolië, dat hij opnieuw onder zijn controle bracht. Demetrius keerde na deze nederlaag terug naar Macedonië met zijn leger.

#### Einde heerschappij in Macedonië
Daar joeg hij zijn onderdanen door zijn despotische regeermethode echter steeds meer tegen zich in het harnas. De latere Griekse overlevering schildert zijn tijd als koning af als een regelrechte tirannie. De raad van het Macedonische leger, die het gewend was te helpen met de politiek, werd door hem genegeerd en hij vervreemde zich van zijn soldaten door zijn Oriëntalistische levenswijze. Hij legde zijn hovelingen een onderdanig hofceremonieel op en liet nog amper smekelingen tot zich komen. Een Attisch gezantschap moest twee jaar wachten tot hij hen op audiëntie liet komen. Of deze afschildering van Demetrius geloofwaardig is of niet, is onduidelijk, maar toch duidt veel erop dat Demetrius' heerschappij tamelijk zwak was. Toen hij uiteindelijk door een ziekte gedwongen was in bed te blijven, viel Pyrrhus van Epirus Macedonië plunderend binnen en drong door tot in Edessa toen veel troepen van Demetrius naar hem overliepen. De Macedonische koning sloot met de Epirotische een vredesverdrag, waarin het westen van Macedonië officieel overging naar Epirus. Ook zag hij na de dood van Agathocles van Syracuse af van expansie westwaarts. Dit liet hij over aan Pyrrhus, die later zijn beroemde veldtocht in Italië zou ondernemen.
In de winter van het jaar 288 v.Chr. liet Demetrius zijn leger klaarmaken in het vooruitzicht van een veroveringsveldtocht naar Azië om het rijk van Alexander te herstellen. Hij verzamelde meer dan 98.000 man infanterie en bijna 12.000 ruiters. In de havens van Piraeus, Korinthe, Chalkis en Pella liet hij met 500 schepen de grootste vloot bouwen die de Middellandse Zee ooit gezien had. Daaronder bevonden zich de grootste schepen van de oudheid. De Ptolemaeën in Egypte zouden later weliswaar nog grotere schepen bouwen, maar die waren enkel maar bedoeld om te dienen als praal en niet echt om op zee mee te varen. Deze voorbereidingen waren waarschijnlijk de reden voor de val van Demetrius in Europa. Zo'n grote operatie moet het hele rijk van de Macedonische koning uitgeput hebben. Johann Gustav Droysen ging ervan uit dat Demetrius 300.000 mensen nodig had gehad voor de opbouw en het onderhoud van zijn oorlogsmachines.
Toen Demetrius' oorlogsvoorbereidingen bekend geworden waren, sloten Lysimachus, Seleucus en Ptolemaeus in het jaar 288 v.Chr. voor de laatste keer een bondgenootschap tegen hem, zoals ze ook gedaan hadden tegen zijn vader. Ook Pyrrhus sloot zich weinig later bij hen aan. Ptolemaeus stuurde een vloot naar de Egeïsche Zee en spoorde alle Griekse steden zich los te rukken van Demetrius, terwijl Lysimachus opmarcheerde naar Macedonië. Demetrius gaf zijn zoon, Antigonus Gonatas, de leiding over Griekenland en marcheerde persoonlijk op tegen Lysimachus. Ondertussen veroverde Pyrrhus Beroia, drong door tot de Egeïsche kust en bedreigde nu Pella. Demetrius trok zich daarom terug en liet zijn leger tegenover Pyrrhus kamp opslaan. Daar liepen zijn soldaten echter over naar de koning van Epirus. Demetrius vluchtte verkleed naar Kassandreia om met zijn daar op hem wachtende vloot weg te varen. Zijn eerste vrouw, Phila, pleegde in alle wanhoop zelfmoord door vergif in te nemen.
Demetrius ging naar Boëotië naar zijn zoon en kon Korinthe en Thebe loyaal houden. In Athene verzette de bevolking zich echter tegen hem onder leiding van Olympiodorus, die het garnizoen in het Mouseion verdreef en zich aansloot bij Pyrrhus. Demetrius kon 11.000 man verzamelen, met wie hij Athene belegerde. De nieuwe leiders van de stad stuurden hem de filosoof Krates, die hem vroeg om vrede. Demetrius zei dat hij altijd zou zorgen voor de bescherming van de stad, en brak vervolgens het beleg af nadat hij de regering had afgezet. Na zijn terugtrekking bereikte Pyrrhus de stad, die hem de toegang niet ontzegde. Deze bracht op de Akropolis een offer aan de godin Athena en zei bij het verlaten van de stad dat de burgers de poorten nooit meer zouden mogen openen voor een koning. Daarna sloten Pyrrhus en Demetrius vrede, en die laatste liet waarschijnlijk al zijn verliezen overgaan op zijn vroegere vriend.

### Veldtocht in Azië

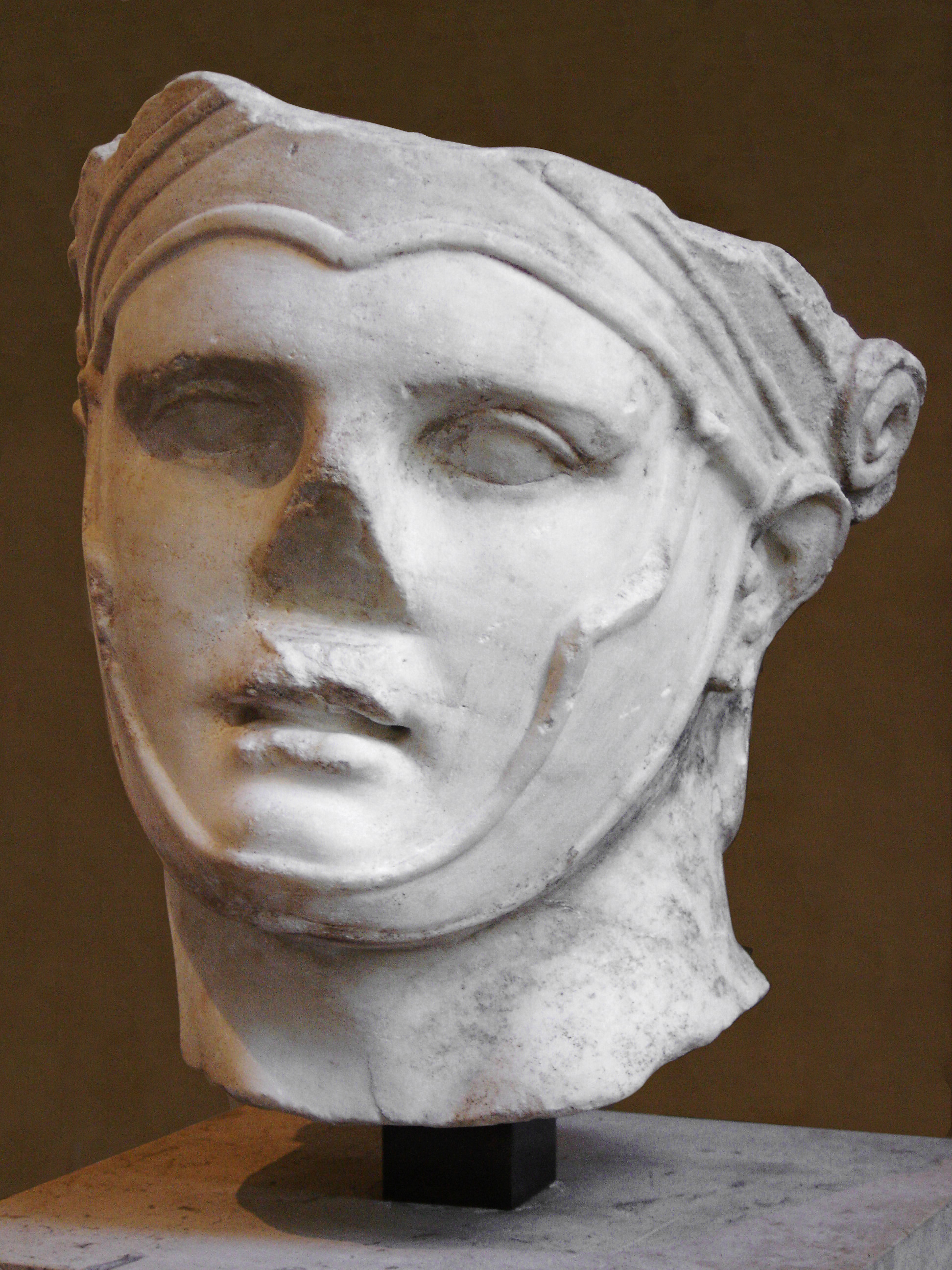
Buste van Seleucus (Parijs, Louvre)

Demetrius ging in 287 v.Chr. met zijn vloot en een aanzienlijk leger de zee op. Hij liet zijn zoon achter in Europa, die daar voortaan de zaak van de Antigoniden moest vertegenwoordigen. Hij landde in Milete, waar hij zijn vrouw Ptolemais voor het eerst had ontmoet. Weinige tijd later beviel ze van zijn tweede zoon, die dezelfde naam kreeg als zijn vader. Demetrius doorkruiste snel Lydië en Carië, waar hij Lysimachus verscheidene steden, waaronder Sardes, afnam. Lysimachus stuurde zijn zoon Agathocles met een leger naar hem toe voordat Demetrius zich terugtrok naar Phrygië terugtrok met als doel van daaruit Armenië te bereiken. Op de voet gevolgd door Agathocles leed Demetrius grote verliezen bij de rivier de Lyscus en werd steeds dieper de bergen van Cilicië in gedreven.  Door de slechte verzorging en een epidemie verloor hij in het begin van de herfst meerdere duizenden mannen. Toen hij het Taurusgebergte overgestoken had, zat hij vast in Cilicië, want Agathocles had alle noordelijke passen bezet.
Terwijl de situatie voor zijn leger bleef verslechteren, probeerde Demetrius Seleucus om hulp te vragen. Die liet hem toe zijn leger in te kwartieren voor de winter in Cappadocië maar vroeg hem meerdere gijzelaars te sturen. Demetrius weigerde dit en begon daarop het land te plunderen. Hij probeerde om bij Issus de pas naar Syrië te veroveren, waardoor hij nu een gevaar was voor de Seleucidische koning. Daar werd hij opnieuw ziek, waardoor hij een maand buiten strijd was. In die maand liepen grote delen van zijn leger over naar Seleucus. In het voorjaar van 286 v.Chr. trok Demetrius verder, maar hij werd onderschept door Seleucus. Voor het tot een veldslag kwam, probeerde die de troepen van Demetrius te overtuigen om te deserteren, en Demetrius kon enkel met zijn trouwste soldaten ontsnappen naar de Amanische bergen. Na verplegingsproblemen en de desertie van nog meer soldaten gaf Demetrius zich over aan Seleucus.

### Gevangenschap en dood
Demetrius werd door Seleucus eerbiedig en als een koning behandeld. Hij werd echter onder strenge bewaking naar Apamea bij de Orontes gebracht, dat niet ver van Antigonia lag, de vroegere hoofdstad van zijn vader die nu Antiochië heette. Daar kreeg hij een boerderij en de jachtterreinen, paden en tuinen gebruiken. 
Seleucus kon Demetrius nu gebruiken voor onderhandelingen. Lysimachus had zich van meerdere Griekse steden meester gemaakt, wat de ondertussen geallieerde Antigonus Gonatas en Pyrrhus niet hadden kunnen verhinderen. Ook voor Seleucus werd de groeiende macht van Lysimachus een ernstige bedreiging. Antigonus wilde alles wat hij nog bezat geven voor de vrijheid van zijn vader en bood zichzelf zelfs als aan als gijzelaar, en ook Ptolemaeus en Pyrrhus wilden hun oude tegenstander helpen. Lysimachus daarentegen bood Seleucus 2000 talenten voor de executie van Demetrius, wat echter afgewezen werd door Seleucus, aangezien Demetrius vroeger zijn en nu zijn zoons schoonvader was. Demetrius schikte zich echter in zijn gevangenschap. Hij stuurde zijn diadeem naar zijn zoon en droeg hem op hem als dood te beschouwen. Hij mocht in geen geval het weinige dat hem nog restte voor hem prijsgeven.
Demetrius bracht de laatste jaren van zijn leven door met dobbelen en extravagante feesten. Waarschijnlijk leed hij aan alcoholisme. Fysiek verzwakt door zijn excessieve drinkgelagen stierf hij drie jaren later op vierenvijftigjarige leeftijd aan een ziekte. Zoals ook zijn vader voor hem kreeg Demetrius van zijn tegenstander Seleucus een eervolle begrafenis. Zijn as werd in een gouden urne naar zijn zoon in Griekenland gebracht. De urne werd nog verder versierd met purper en een diadeem en voor Korinthe gezet, en de fluitspeler Xenophantos speelde er een treurlied over. De urne werd over land naar het Thessalische Demetrias gebracht en plechtig begraven.
Zes jaren na de dood van Demetrius veroverde zijn zoon, Antigonus Gonatas, het Macedonische koninkrijk en verzekerde de troon voor zijn dynastie van de Antigoniden. Tot aan de Romeinse verovering in het jaar 168 v.Chr. behielden ze de heerschappij in Macedonië.

## Vrouwen en kinderen
- 1. ⚭ 321 v.Chr. met Phila († 287 v.Chr., zelfmoord), dochter van rijksregent Antipater
  - Antigonus Gonatas (* 319 v.Chr., † 239 v.Chr.), koning van Macedonië
  - Stratonike (* 315 v.Chr., † na 254 v.Chr.), getrouwd met Seleucus en later met diens zoon, Antiochus I
- 2. ⚭ 307 v.Chr. met Eurydice
  - Corrhagus
- 3. ⚭ 303 v.Chr. met Deidamia, dochter van Aeacides
  - Alexander (* na 303 v.Chr., † na 246/240 v.Chr.)
- 4. ⚭ 298 v.Chr. met Ptolemais, dochter van Ptolemaeus
  - Demetrios van Cyrene (* 287 v.Chr., † 249/248 v.Chr.), koning van Cyrene
- 5. ⚭ 290 v.Chr. met Lanassa, dochter van Agathocles van Syracuse